# Naval (Biliran)
Naval é um município de  segunda classe de renda municipal (d) na província Biliran, nas Filipinas. De acordo com o censo de 1 de maio  de  2020 possui uma população de 58 187 pessoas e 13 727 domicílios.